# کلاودیو لیپی
کلاودیو لیپی (ایتالیایی: Claudio Lippi؛ زادهٔ ۳ ژوئن ۱۹۴۵) مجری تلویزیون، خواننده و بازیگر اهل ایتالیا است.
از فیلم‌های او می توان به پاپاراتزی اشاره کرد.